# Scirpus ternatanus
Scirpus ternatanus är en halvgräsart som beskrevs av Caspar Georg Carl Reinwardt och Friedrich Anton Wilhelm Miquel. Scirpus ternatanus ingår i släktet skogssävssläktet, och familjen halvgräs. Inga underarter finns listade i Catalogue of Life.